# مارسل وایس
مارسل وایس (فرانسوی: Marcel Weiss‎؛ ۲۷ ژوئیه ۱۹۱۲ – ۲۲ اکتبر ۲۰۰۹ (در سن ۹۷ سالگی)) فیلم‌بردار اهل کشور فرانسه بود. او کار خود را به عنوان فیلمبردار در دهه ۱۹۳۰ و پیش از فارغ‌التحصیلی از رشته عکاسی آغاز کرد. او یکی از فیلمبرداران فیلم قفس بلبل‌ها بوده‌است.